# Spermatophore

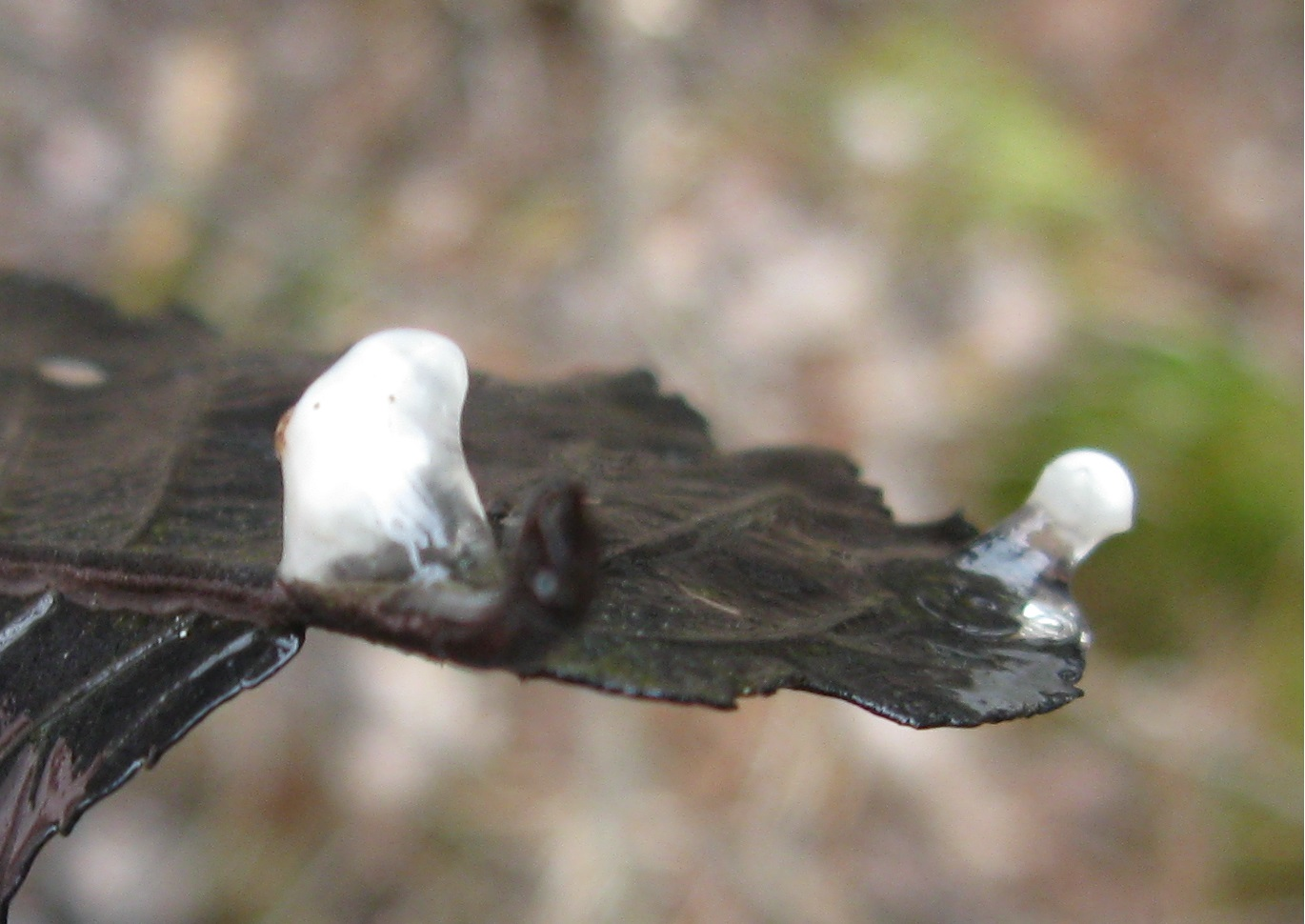
Spermatophoren des Eigentlichen Querzahnmolches

Spermatophoren (deutsch: Samenpakete) dienen bei vielen Würmern, Gliederfüßern, Weichtieren sowie bei einigen Fischen und Amphibien (Molchen) der Spermienübertragung.
Es handelt sich um geschützte Spermienhaufen, die durch bestimmte Kittsubstanzen zusammengehalten werden, die in speziellen Anhangsdrüsen der Geschlechtsorgane entstehen. 
Die Männchen bringen sie auf verschiedene Weise in den weiblichen Körper, beispielsweise durch direktes Einführen, durch Anheften oder durch Schleifen des Weibchens über die auf Stielen am Boden haftenden Samenpakete. Eine Ausnahme bilden die Silberfischchen, bei denen das Männchen ein Samenpaket ablegt, das anschließend vom Weibchen gefunden wird.
Die Übergabe von Spermatophoren stellt eine Möglichkeit der Begattung dar, die zu einer inneren Befruchtung führt. In der Regel geschieht die Übertragung der Spermatophoren nach einem komplizierten Vorspiel. Durch diese Begattungsform werden weniger Spermien benötigt als bei einer äußeren Befruchtung. Die äußere Begattung bietet andere Vorteile, da die extern abgesetzte Spermatophore die Spermien schützt, in manchen Fällen Nährstoffe enthält und auch eine Rolle bei der sexuellen Selektion spielen kann.